# USS Mustin (DDG-89)
El USS Mustin (DDG-89) es un destructor de la clase Arleigh Burke en servicio con la Armada de los Estados Unidos. Su nombre USS Mustin fue impuesto en honor a una familia: el capitán Henry C. Mustin, los vicealmirantes Lloyd M. Mustin y Henry C. Mustin; y el teniente comandante Thomas M. Mustin. Fue puesto en gradas en enero de 2001, botado en diciembre de 2001 y asignado en 2003.

## Construcción
A cargo de Ingalls Shipbuilding, fue iniciado el 15 de enero de 2001, botado el 12 de diciembre del mismo año y asignado el 26 de julio de 2003. 

## Historia de servicio

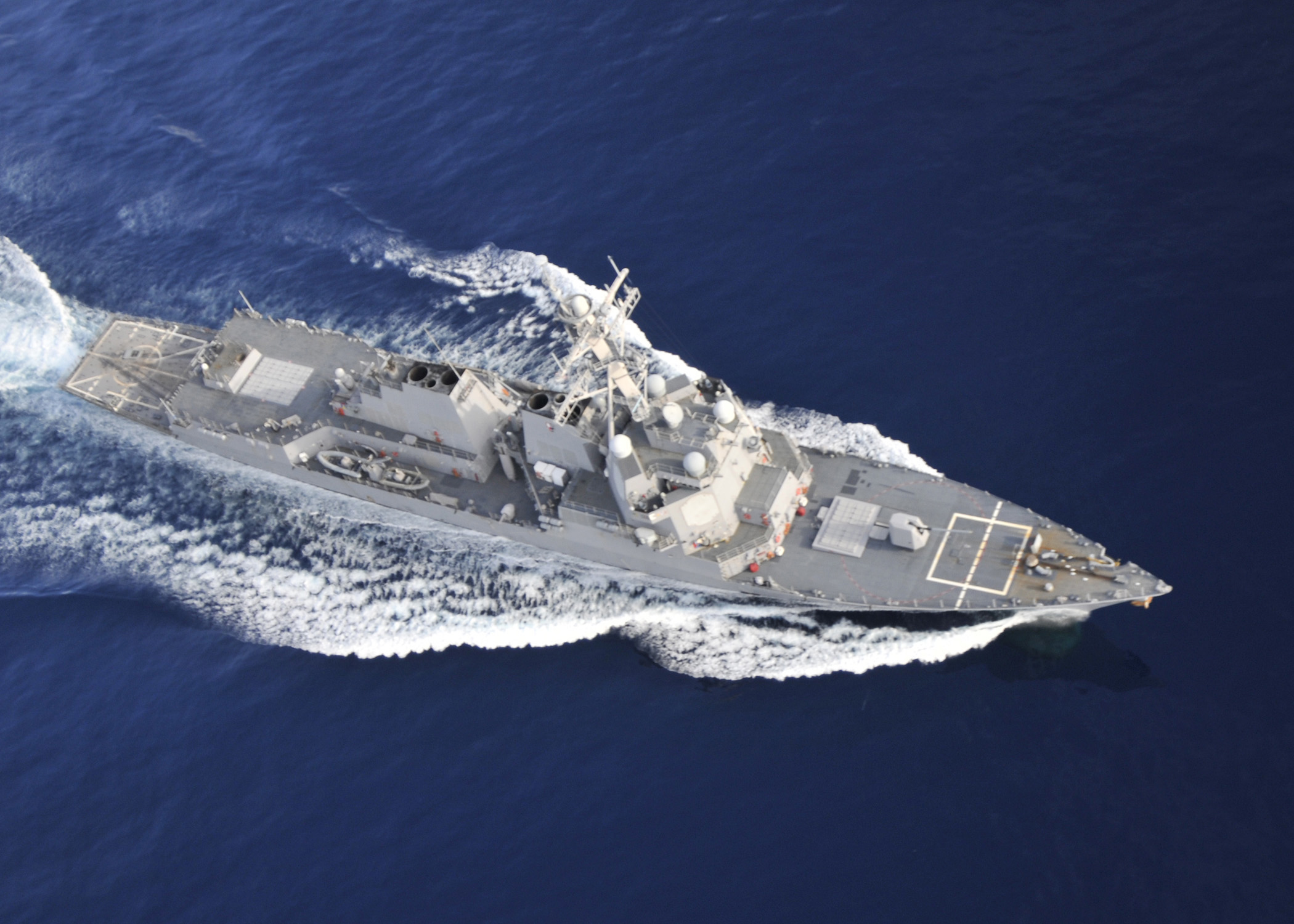
Vista aérea del USS Mustin (DDG-89) en 2009.

Su actual apostadero es la base naval de San Diego, California.